# 正规矩阵
在数学中，正规矩阵（英語：normal matrix）{\displaystyle \mathbf {A} }是与自己的共轭转置满足交换律的复系数方块矩阵，也就是说，{\displaystyle \mathbf {A} }满足
{\displaystyle \mathbf {A} ^{*}\mathbf {A} =\mathbf {A} \mathbf {A} ^{*}}
其中{\displaystyle \mathbf {A} ^{*}}是{\displaystyle \mathbf {A} }的共轭转置。
如果{\displaystyle \mathbf {A} }是实系数矩阵，则{\displaystyle \mathbf {A} ^{*}=\mathbf {A} ^{T}}，从而条件简化为{\displaystyle \mathbf {A} ^{T}\mathbf {A} =\mathbf {A} \mathbf {A} ^{T}}其中{\displaystyle \mathbf {A} ^{T}}是{\displaystyle \mathbf {A} }的转置矩阵。
任何一个正规矩阵，都是某个正规算子在一组标准正交基下的矩阵；反之，任一正规算子在一组标准正交基下的矩阵都为正规矩阵。
矩阵的正规性是检验矩阵是否可对角化的一个简便方法：任意正规矩阵都可在经过一个酉变换後变为对角矩阵，反过来所有可在经过一个酉变换後变为对角矩阵的矩阵都是正规矩阵。

## 特例
在复系数矩阵中，所有的酉矩阵、埃尔米特矩阵和斜埃尔米特矩阵都是正规的。同理，在实系数矩阵中，所有的正交矩阵、对称矩阵和斜对称矩阵都是正规的。
但是正规矩阵并非只包括上述几类，例如下面的
{\displaystyle A={\begin{bmatrix}1&1&0\\0&1&1\\1&0&1\end{bmatrix}}}
是正规矩阵，因为：
{\displaystyle AA^{*}={\begin{bmatrix}2&1&1\\1&2&1\\1&1&2\end{bmatrix}}=A^{*}A}.
矩阵{\displaystyle \mathbf {A} }既不是酉矩阵，也不是埃尔米特矩阵或斜埃尔米特矩阵。
两个正规矩阵的乘积也不一定是正规矩阵。
如果{\displaystyle \mathbf {A} }同时既是三角矩阵又是正规矩阵，那么{\displaystyle \mathbf {A} }是对角矩阵，这点可以由比较{\displaystyle \mathbf {A} ^{*}\mathbf {A} }和{\displaystyle \mathbf {A} \mathbf {A} ^{*}}的相应系数得到。

## 性质
正规矩阵的概念十分重要，因为它们正是能使谱定理成立的对象：矩阵{\displaystyle \mathbf {A} }正规当且仅当它可以被写成{\displaystyle \mathbf {A} =\mathbf {U} \mathbf {\Lambda } \mathbf {U} ^{*}}的形式。其中的{\displaystyle \mathbf {\Lambda } =\operatorname {diag} (\lambda _{1},\lambda _{2},\dots )}为对角矩阵，{\displaystyle \mathbf {U} }为酉矩阵：
{\displaystyle \mathbf {U} ^{*}\mathbf {U} =\mathbf {U} \mathbf {U} ^{*}=\mathbf {I} }。
矩阵Λ对角线上的元素是A的特征值，而组成U的列向量则是A相应的特征向量。
谱定理的一种陈述，是说正规矩阵正好是能在{\displaystyle \mathbb {C} ^{n}}的某个正交基下变成对角矩阵的那些矩阵（这里将矩阵同于{\displaystyle \mathbb {C} ^{n}}上的线性变换，并使用常用的内积）。另外一种说法为：矩阵是正规的当且仅当其特征向量能张成整个{\displaystyle \mathbb {C} ^{n}}，并且两两正交。
一般来说，两个正规矩阵A和B的乘积不是正规矩阵，但是，如果A和B两者可以交换，那么它们的乘积与和就仍然是正规的。这是因为它们可以“同时”（通过同一个相似变换矩阵）被对角化：
{\displaystyle \mathbf {A} =\mathbf {U} ^{*}\operatorname {diag} (a_{1},a_{2},\dots )\mathbf {U} }
{\displaystyle \mathbf {B} \ =\mathbf {U} ^{*}\operatorname {diag} (b_{1},b_{2},\dots )\mathbf {U} }
于是，{\displaystyle \mathbf {AB} =\mathbf {U} ^{*}\operatorname {diag} (a_{1}b_{1},a_{2}b_{2},\dots )\mathbf {U} }、{\displaystyle \mathbf {A+B} =\mathbf {U} ^{*}\operatorname {diag} (a_{1}+b_{1},a_{2}+b_{2},\dots )\mathbf {U} }都是正规矩阵。
任何方阵A都可以通过极分解写成A = UP。其中U是酉矩阵、P是某个半正定矩阵。如果A可逆，那么U和P都是唯一的。而如果A是正规矩阵，那么UP = PU（其逆命题只在有限维的情况下成立）。

## 推广
正规矩阵的概念可以被推广为无穷维希尔伯特空间中的正规算子和C*-代数中的正规元素。

## 类比
不同种类的正规矩阵可以与各种复数建立对应的类比关系。比如：
- 可逆矩阵类似于非零的复数。
- 矩阵的共轭转置类似于复数的共轭
- 酉矩阵类似于模等于1的复数。
- 埃尔米特矩阵类似于实数。
- 埃尔米特矩阵中的正定矩阵类似于正实数。
- 斜埃尔米特矩阵类似于纯虚数。